# Vengeons
Vengeons is een plaats en voormalige gemeente in het Franse departement Manche in de regio Normandië en telt 518 inwoners (1999). De plaats maakt deel uit van het arrondissement Avranches.

## Geschiedenis
Vengeons maakte onderdeel uit van het kanton Sourdeval tot dat op 22 maart 2015 werd opgeheven en de gemeenten werden opgenomen in het op die dag gevormde kanton Le Mortainais. Op 1 januari 2016 werd Vengeons opgenomen in de gemeente Sourdeval, die hiermee de status van commune nouvelle kreeg.

## Geografie
De oppervlakte van Vengeons bedraagt 15,8 km², de bevolkingsdichtheid is 32,8 inwoners per km².
De onderstaande kaart toont de ligging van Vengeons met de belangrijkste infrastructuur en aangrenzende gemeenten.

## Demografie
Onderstaande figuur toont het verloop van het inwonertal (bron: INSEE-tellingen).